# Valor nominal
En diferents camps de la ciència, el valor nominal indica el valor teòric o ideal de qualsevol cosa que pugui ser quantificable, en oposició al valor real, que és el que s'obté en un mesurament donat.

## Economia
En economia, un valor nominal és un valor econòmic expressat en termes monetaris nominals històrics. Per contra, un valor real és un valor que s'ha ajustat d'un valor nominal eliminant els efectes del nivell general de preus. Atès que per convertir un valor nominal a termes reals cal excloure la inflació.
Als ingressos nominals s'inclou la inflació, per la qual cosa per comparar dades amb anys anteriors és important descomptar els canvis de preus. De la mateixa manera, en mesures macroeconòmiques com el PIB, quan els càlculs es presenten en valors nominals, aquests inclouen l'augment de la producció i l'augment dels preus d'aquests productes. En canvi, si una dada és real, s'exclou l'augment de preus, valorant els productes a preus d'un any pres com a base i, per tant, només es fa referència a la quantitat de productes venuts.

## Metrotècnia
En mesurament, un valor nominal és normalment un valor existent només en nom; s'assigna per acord en lloc de ser calculat per anàlisi de dades o seguint mètodes d'arrodoniment. L'ús de valors nominals es pot basar en un estàndard de facto o alguna norma.
Tots els mesuraments reals tenen alguna variació depenent de la precisió i exactitud del mètode emprat i de la incertesa en la mesura. L'ús de valors normalitzats comporta l'ús de toleràncies de fabricació.

## Enginyeria
En enginyeria, un valor nominal és aquell per al que està dissenyat l'aparell, la peça o la instal·lació, però que pot no coincidir exactament amb el valor real.
Per exemple; l'electricitat domèstica a la Unió Europea és nominalment de 230 V, però està permès que variï un 10%. A Nord Amèrica, el voltatge nominal és 120 V, amb variacions permeses des de 114 V a 126 V (±6 %). En general, els dispositius elèctrics estan dissenyats per treballar a un voltatge nominal, el qual representa una banda de possibles voltatges reals, factor de potència i formes d'ona d'AC.
De vegades la paraula "nominal" és usada, en el context de l'enginyeria, com a sinònim de "normal" o "esperat"; per exemple, a la frase Els valors de resistència al rotor són els nominals.